# Balleny Fracture Zone
Koordinaten: 62° 0′ S, 156° 0′ W
Die Balleny Fracture Zone ist eine unterseeische Transformstörung im Südlichen Ozean. Sie liegt weit vor dem als Ross Dependency bekannten Sektor Antarktikas und reicht bis in die Nähe der Balleny-Inseln.
Benannt ist die Transformstörung, seit Dezember 1971 vom Advisory Committee on Undersea Features anerkannt, nach den benachbarten Balleny-Inseln.